# Country Girl (Shake It for Me)
Country Girl (Shake It for Me) è il primo singolo estratto dal terzo album in studio Tailgates & Tanlines del cantante country statunitense Luke Bryan. Il singolo è stato pubblicato il 14 marzo 2011 per il mercato americano.

## Il brano
"Country Girl" parla di "una ragazza di campagna che decide di scatenarsi" stando a uno dei coautori, Dallas Davidson. Luke Bryan commentò che lui e Davidson concepirono la canzone dopo aver sentito delle canzoni hip hop, e Bryan si mise a suonare una base, dicendo a Davidson che nel genere country non c'erano abbastanza canzoni che parlano di "ragazze country che si scatenano". Davidson disse che all'inizio i due erano "dubbiosi" riguardo alle possibilità della canzone come singolo, dal momento che era completamente diversa da "Rain Is a Good Thing", sempre firmata dai due. Dopo aver attestato che piaceva al pubblico quando la suonava in concerto, Bryan decise di pubblicarla come singolo.

## Recensioni
Sam Gazdziak di 9513 criticò la canzone, definendola "sfacciatamente sessista" e "del tutto ordinaria". Matt Bjorke di Roughstock la definì una "canzonetta" ma aggiunse che "sgomita per diventare una hit" e la descrisse come "assolutamente piacevole." Kevin John Coyne di Country Universe commentò che cantata da Jason Aldean una canzone di questo tipo sarebbe suonata troppo aggressiva, mentre al contrario Bryan "sfuma il suo lato più sexy coprendolo con un'energia giocosa ed eccentrica".

## Classifiche
| Classifica (2011)     | Posizione massima |
| --------------------- | ----------------- |
| Stati Uniti           | 22                |
| Stati Uniti (country) | 4                 |
| Canada                | 50                |

### Classifiche di fine anno
| Classifica (2011)     | Posizione |
| --------------------- | --------- |
| Stati Uniti (country) | 16        |
| Stati Uniti           | 81        |